# Gliese 667 Cb
Gliese 667 Cb je egzoplanet otkriven u orbiti oko zvijezde Gliese 667C, koja je dio sustava Gliese 667, na udaljenosti od 23 svjetlosne godine. Prvi je otkriven planet u sustavu, otkriven 2009.
Nalazi se preblizu svojoj matičnoj zvijezdi da bi podržavao život. Masa mu vjerojatno nije veća od dvostruko veće mase nego Zemlja. Neka istraživanja ukazuju da nije stjenovit planet, već plinovit.